# Boripatra
Baribatra (tiếng Thái: บริพัตร, phát âm là Boripatra hoặc Boriphat) hay Máy bay ném bom Kiểu 2 là một loại máy bay ném bom hai chỗ của Xiêm La trong thập niên 1920. Do Công xưởng Hàng không thuộc Không quân Hoàng gia Xiêm La thiết kế chế tạo. Chỉ có một số lượng nhỏ được chế tạo, đây là máy bay đầu tiên do người Thái tự thiết kế.

## Tính năng kỹ chiến thuật (mẫu thử đầu tiên lắp động cơ Jupiter)
Dữ liệu lấy từ A Siamese Experimental
Đặc tính tổng quan
- Kíp lái: 2
- Chiều dài: 8,76 m (28 ft 9 in)
- Sải cánh: 13,41 m (44 ft 0 in)
- Chiều cao: 3,18 m (10 ft 5 in) [2]
- Trọng lượng có tải: 1.846 kg (4.070 lb)
- Động cơ: 1 × Bristol Jupiter VI , 340 kW (450 hp)

Hiệu suất bay
- Vận tốc cực đại: 253 km/h (157 mph; 137 kn)